# دلفتية
دلفتية (الاسم العلمي: Delftia) هي جنس من البكتيريا، سلبية الغرام، تتبع فصيلة الكوماموناسيات.